# Csicsó (Szlovákia)
Csicsó (szlovákul Číčov) község Szlovákiában, a Nyitrai kerület Komáromi járásában. Közigazgatási területe 29,5 km².

## Fekvése
Csicsó az Alsó-Csallóközben, a történelmi Komárom vármegye nyugati határán, Nagymegyertől 11 km-re délre, Komáromtól 28 km-re nyugatra fekszik a Duna bal partjának közelében.
Közigazgatásilag keletről Komáromfüss és Tany, északról Gellér, nyugatról Nagymegyer és Kulcsod, délről Vének és Kisbajcs községek határolják. Mellékutak kötik össze Füssel (3,5 km), Kulcsoddal (6 km) és Nagymegyerrel (12 km). Határában halad el a Duna töltésén a Duna-menti nemzetközi kerékpárút.
Csicsó három településrészből áll: Csicsó (Číčov), Kécs (Kéč) és Keresztmajor (Krížový Dvor).

## Története
Az Alsó-Csallóközben Ebenhöch Ferenc kanonok is gyűjtött régészeti leleteket, köztük Csicsóról is. Ezek egy részét a győri katolikus gimnázium iskolai gyűjteményének ajándékozta. A falu régészeti hagyatékának egy része magángyűjteményekben kallódik el. Kécspusztáról kora vaskori szórványleletek ismertek.
1172-ben említi oklevél először Chichou alakban, ekkor a pannonhalmi bencés kolostor kapta adományba. 1268-ban a komáromi vár tartozéka, majd a gróf Pálffyak és a Kálnokyak az urai. A 13. századból fennmaradt feljegyzések szerint lakói halászattal foglalkoztak. A 15. században két falu is létezett itt: Alsó- és Felsőcsicsó. 1433-ban Héderváry Miklós fia Lőrinc kapta adományba. Bár a töröknek nem volt adófizetője, több támadás is érte. 1657-ben a Zichy család kezére került, ugyanebben az évben a féli reformátusok az érseki üldözés elől menekülve Csicsón telepedtek le. 1682-ben ide is elért az ellenreformáció és megszüntették a református eklézsiát. Határában zajlott a Thököly-felkelés egyik ütközete. A 18. század elején a csicsóiak (Komárom vármegye többi falujával együtt) a kurucokat támogatták. Ekkor pestisjárvány is pusztított itt. 1787-ben 110 házat és 714 lakost írtak össze Csicsón.
Fényes Elek Komárom vármegye leírása című munkájában (1848) így ír a faluról: Csicsó, falu, fekszik az öreg Duna közelében, ott, hol Komárom Győr vármegyével a Csiliznek Dunába folyása által határoztatik, minden hegy és halom nélküli rónaságon, Komáromtól nyugotra 3 mértföldre. Határa 5945 2/8 rész holdra terjed, mellyből belső telek 66 2/8 h., szántóföld 1204 1/8 h., kaszáló 1841 3/8 h., erdő 192 2/8 h., nádas 185 5/8 h., legelő 2160 h., lapos és mocsáros terület 300 h. Ebből jobbágysági szántóföld 879 rét 1015 hold. Egész jobbágytelek van 32 30/32 rész. Folyóvize a szomszéd Duna , mellynek áradásai ellen 2017 ölnyi töltéssel védetik; folyóerek a Csiliz és Miller. A föld minősége elsőosztálybeli, terem híres sikeres búzát, továbbá árpát, tengerit, burgonyát, hanem a rozs és zab nem díszlik. A marhatenyésztés a sok lapályos, vizenyős térség miatt, középszerű karban. Népessége 970 lélek, mely közt 50 nemes családfő; nyelvre nézve mindnyájan' magyarok ugyan, de eredetet tekintve az említett zsidókon kívül van 21 cigány is. Van itt továbbá 64 jobbágy gazda (62 református 2 r. katolikus), 55 házas zsellér (28 reform. 27 római kath.) 51 hazátlan zsellér (30 kath. 21 reform). A földmívelő gazdákon kívül vannak mesteremberek is számosan u. m. 6 molnár (2 legénnyel s 2 inassal) 2 kovács ugyanannyi legénnyel, 6 szabó egy legénnyel, 5 takács 2 legénnyel, 2 mészáros és 1 bognár. A molnárok a kolosnémai, a kovácsok és szabók a győri, a takácsok a nagy-megyeri czéhekhez tartoznak. Bolt kettő t. i. urasági és curiabéli; pálinka- és serfőzés az urasági épületben jószerű és kelendő, téglát nemcsak az uraság, hanem a curiálisták és jobbágyok is égetnek. A halászat, melly a Dunán és tavakon a birtokos gróf és curiálisták magán tulajdonuk, szép haszonnal űzetik. Egy csinos katholikus és református templomon kívül említést érdemel a grófi régibbmodorú s belől szépen bútorozott kastély , mellyhez nem nagy, de igen díszes angolizlésű kert tartozik. Az utakkal szépen rendezett erdőben fáczánok tenyésztetnek. — Főbirtokosa a helységnek gr. Zichy család, s ez időben gr. Zichy István; ezenkívül a Nagy és Pality nemes családok, mint régiadományú közbirtokosok. A grófi család birtoka áll 7 1/2 curiából s 32 jobbágy telekből; a közbirtokosoké 4 régiadományú curiából; végre a plébániához a földesúr által 1 1/2 cúria adományoztatott. Hajdan a komáromi vár s urodalom birtoka volt. 
1861-ben és 1863-ban tűzvész pusztítja el a falu házait. Lakói főként halászattal foglalkoztak. 1899-ben árvíz pusztított. A trianoni békeszerződésig Komárom vármegye Csallóközi járásához tartozott. 1965-ben a Duna árvize pusztította (a megáradt folyó itt szakította át a töltést). A faluban alig maradt épen ház, 158 ház összedőlt, 105 pedig megrongálódott. Az újjáépítés során elveszítette eredeti arculatát, csak néhány hagyományos stílusú épület maradt fenn. A rendszerváltás után a Kálnoky-család visszakapta a kastélyt és 400 hektár földterületet. Az ezredforduló utáni években sok pozsonyi betelepülő vásárolt házat Csicsón.

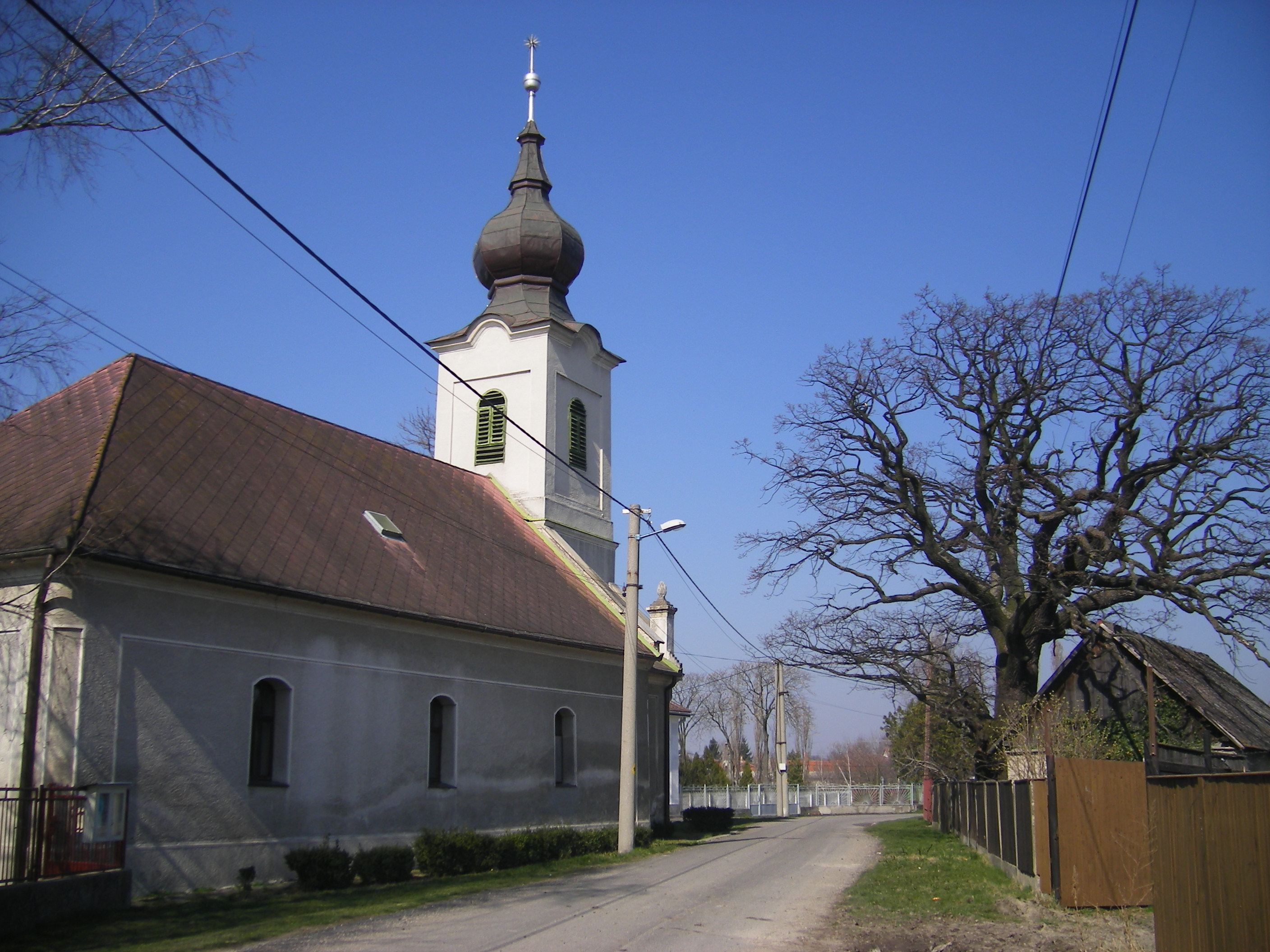
A református templom

## Népessége
| Év:            | 1994. | 2004.   | 2014.   | 2024.   |
| -------------- | ----- | ------- | ------- | ------- |
| Emberek száma: | 1373  | 1359    | 1267    | 1186    |
| Eltérés:       |       | -1,01 % | -6,76 % | -6,39 % |

| Év:            | 2023. | 2024.   |
| -------------- | ----- | ------- |
| Emberek száma: | 1192  | 1186    |
| Eltérés:       |       | -0,50 % |

1880-ban 1404 lakosából 1356 magyar anyanyelvű volt.
1890-ben 1398 lakosából 1392 magyar anyanyelvű volt.
1900-ban 1491 lakosából 1477 magyar anyanyelvű volt.
1910-ben 1356 lakosából 1348 magyar anyanyelvű volt.
1921-ben 1434 lakosából 1384 magyar és 22 csehszlovák volt.
1930-ban 1602 lakosából 1410 magyar és 52 csehszlovák volt.
1941-ben 1544 lakosából 1512 magyar és 10 szlovák volt.
1970-ben 1625 lakosából 1486 magyar és 112 szlovák volt.
1980-ban 1633 lakosából 1507 magyar és 118 szlovák volt.
1991-ben 1443 lakosából 1333 magyar és 105 szlovák volt.
2001-ben 1397 lakosából 1278 magyar (91%) és 113 szlovák volt.
2011-ben pedig 1292, melyből 112 szlovák, 1118 magyar, 6 cseh, 1 német volt és 55 esetben ismeretlen a nemzetiségi hovatartozás.
2021-ben 1231 lakosából 970 (+25) magyar, 132 (+10) szlovák, 16 (+1) egyéb és 113 ismeretlen nemzetiségű volt.

## Neves személyek
- Itt született 1879-ben Szentgáli Károly pedagógus, numizmatikus.
- Itt született 1913-ban Hites Kristóf Endre gimnáziumi igazgató.
- Itt született 1913-ban Mészáros Lajos mezőgazdasági mérnök, egyetemi docens.
- Itt született 1950-ben Vajda Géza zenekutató.
- Itt szolgált Szabó Imre püspök, tanár, az MTA tiszteleti tagja.
- Itt szolgált Farkas Jenő római katolikus pap, költő, műfordító.
- Itt dolgozott Wertner Mór magyar történész, genealógus, orvos.
- Itt dolgozott Beszédes Lajos magyar cserkészvezető, keramikus, főjegyző.
- Itt dolgozott Janiga József felvidéki magyar festő, grafikus, illusztrátor, pedagógus, „a Csallóköz festője”.
- A csicsói uradalomnál dolgozott Bobics Károly mérnök.
- Itt kutatta a természetet Turcsek Ferenc nemzetközi hírű ökológus[11]

## Gazdaság
A rendszerváltás után a 120 lakost foglalkoztató szövetkezet megszűntével visszaesett a mezőgazdaság jelentősége. A 2000-es évek elején még 30% feletti munkanélküliséget az ingázás csökkentette 12,2%-ra (2007), a legtöbben Győr üzemeibe járnak dolgozni. A község határában kiterjedt gyümölcsösök találhatóak (főleg almáskertek), szőlőtermesztés és bortermelés is folyik. A falutól keletre nagy kavicsbánya üzemel.
Napjainkban növekszik az idegenforgalom jelentősége, elsősorban a Duna menti érintetlen ártéri erdőségek, valamint a nemzetközi Duna menti kerékpárút és a hagyományőrző rendezvények vonzzák a látogatókat.

## Oktatás, kultúra

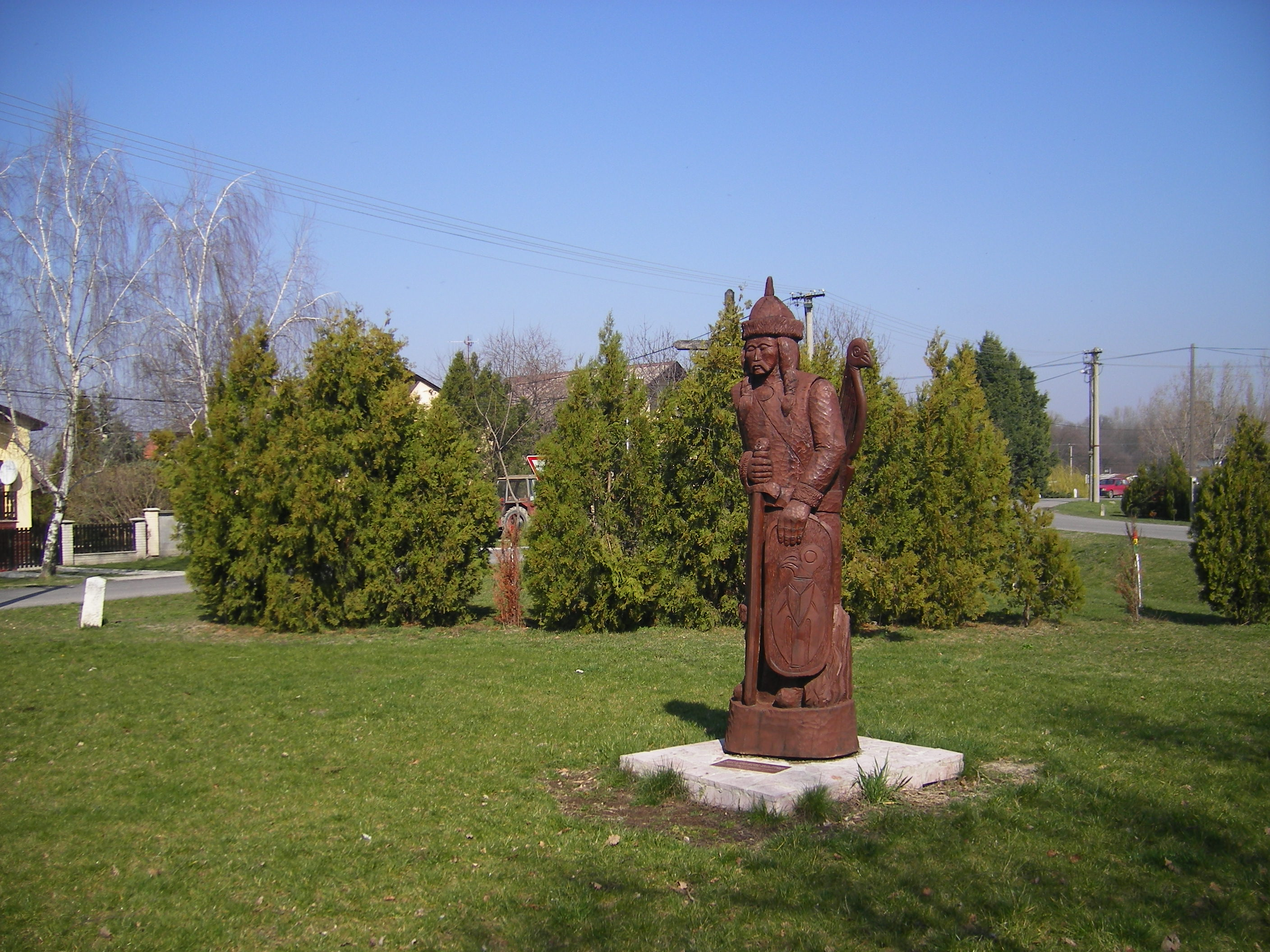
Attila-park

A faluban aktív Csemadok-szervezet működik. 2004 óta minden nyáron hagyományőrző napokat tartanak az aratási munkák és a régi mesterségek bemutatásával.
Csicsóban központi alapiskola található, mely a szomszédos Kolozsnéma és Füss községek gyermekeit (2007-ben 185-en látogatták) is fogadja. 2002-ben Gáspár Sámuelről nevezték el.

## Nevezetességek

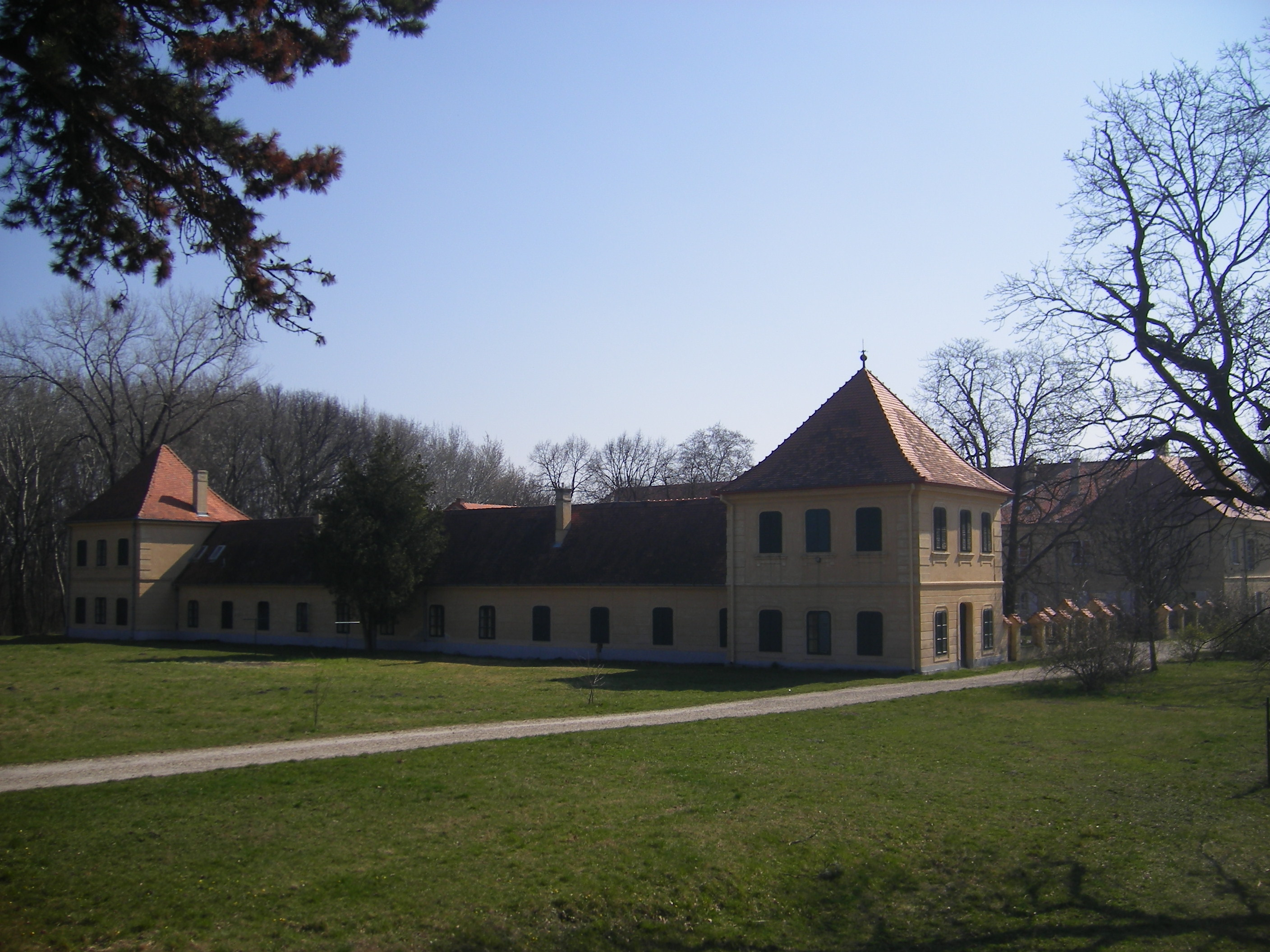
A Zichy-kastély

- A Szűz Mária Mennybevételéről elnevezett római katolikus templomát a Zichyek építtették 1660-ban, majd a 18. században átalakították. 1965-ben árvíz rongálta meg, mely után 1967-ben állították helyre. 1993-ban felújították.
- Református temploma 1788-ban épült klasszicista stílusban, tornyát 1796-ban építették.
- Kastélyát Zichy István kezdte építtetni 1657-ben reneszánsz stílusban, majd négybástyás erődítménynek építették ki. A 18. században barokkizálták, majd a 19. század második felében neobarokk formát kapott. 1945 után iskolává építették át. A rendszerváltás után a Kálnoky-család visszakapta és felújíttatta az épületet. A kastélyhoz értékes park tartozik, melyet a 19. század második felében létesítettek.
- Az 1965-ös gátszakadás helyén emléktábla látható.
- Egykori apácakolostora 1889-ben épült.
- Attila hun uralkodó fából faragott szobrát 2005-ben avatták fel. A szobrot 2009 júniusában ismeretlenek gyúlékony anyaggal lelocsolták és felgyújtották. A műalkotás csak enyhén károsodott.[12]
- Árpád vezér tölgyfaszobrát 2006 augusztusában avatták fel az Attila-parkban. Az iskola előtt egy nemzetközi alkotótábor szobrait helyezték el.
- A szlovákiai nyelvtörvény elutasítását jelképező tölgyfa-szobrot 2009. augusztus 30-án avatták fel.[13]
- A falu egykori kántortanítójának, Gáspár Sámuelnek az emlékére 2007-ben emlékszobát rendeztek be.
- A két világháború áldozatainak egymás mellett elhelyezett két emléktábláját 1993 júniusában avatták fel.
- Hét Vezér szoborpark és turulszobor.[14]

## Élővilága

### Gólyák

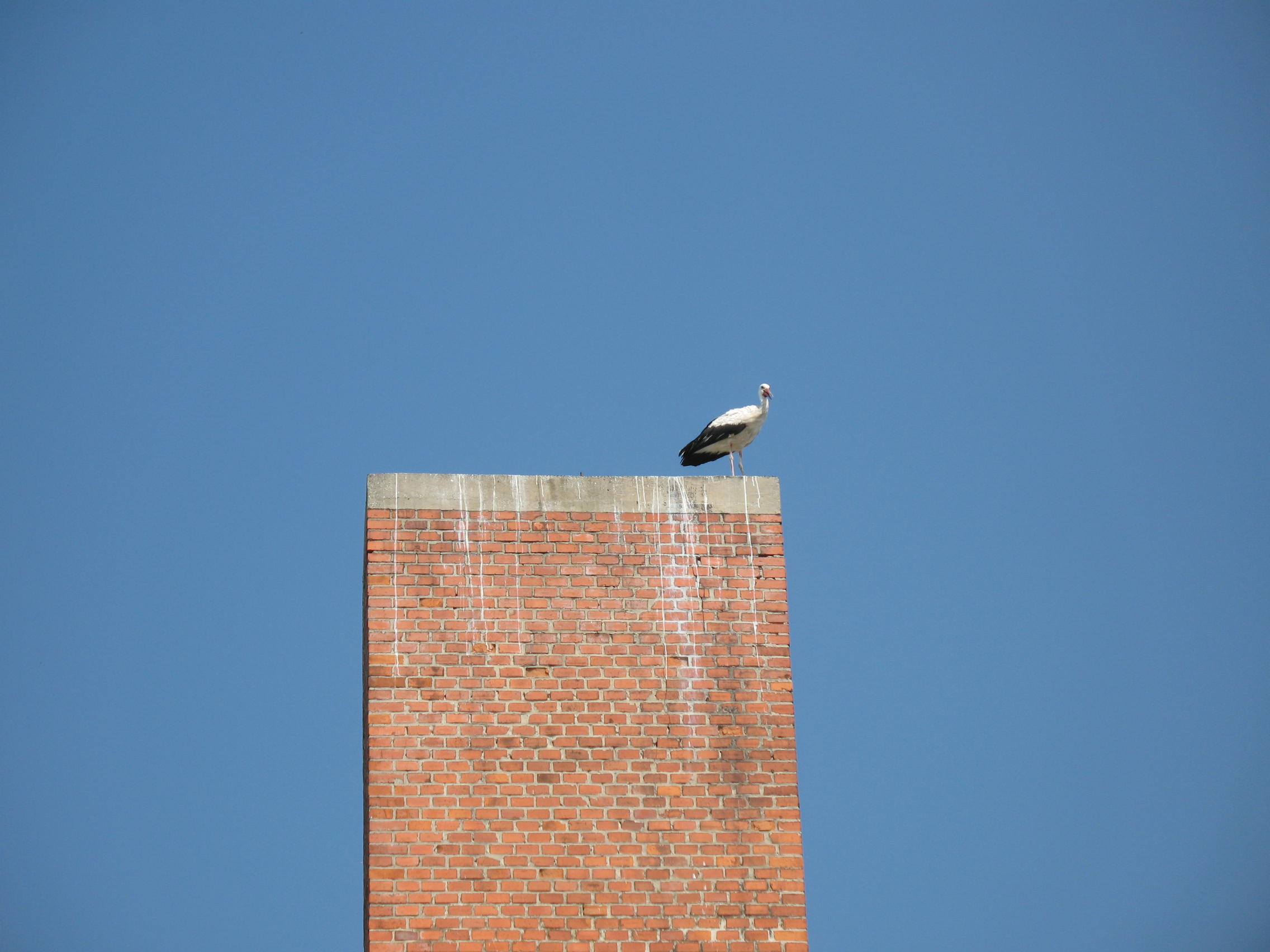
Gólya az iskola kéményén 2012-ben
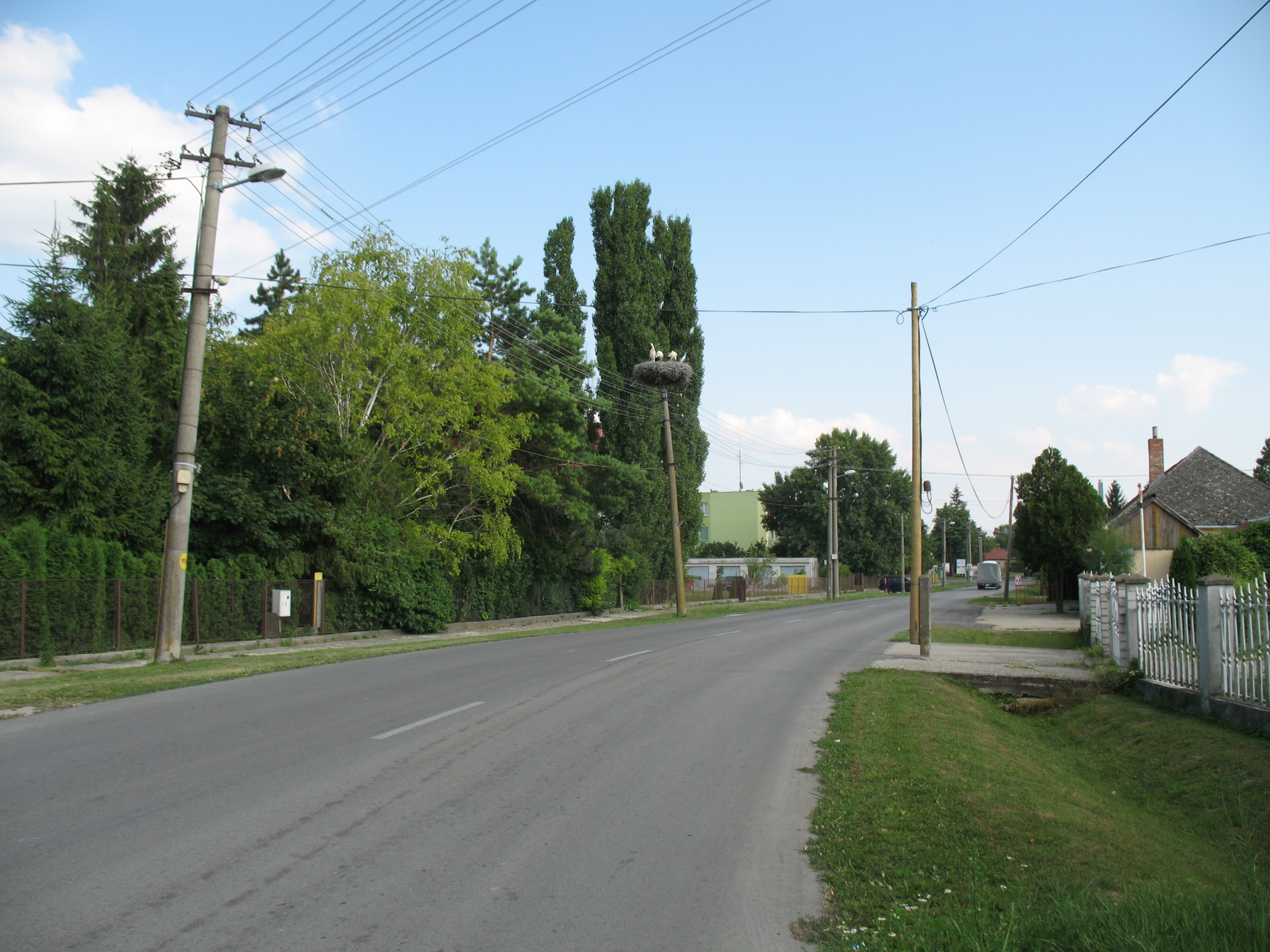
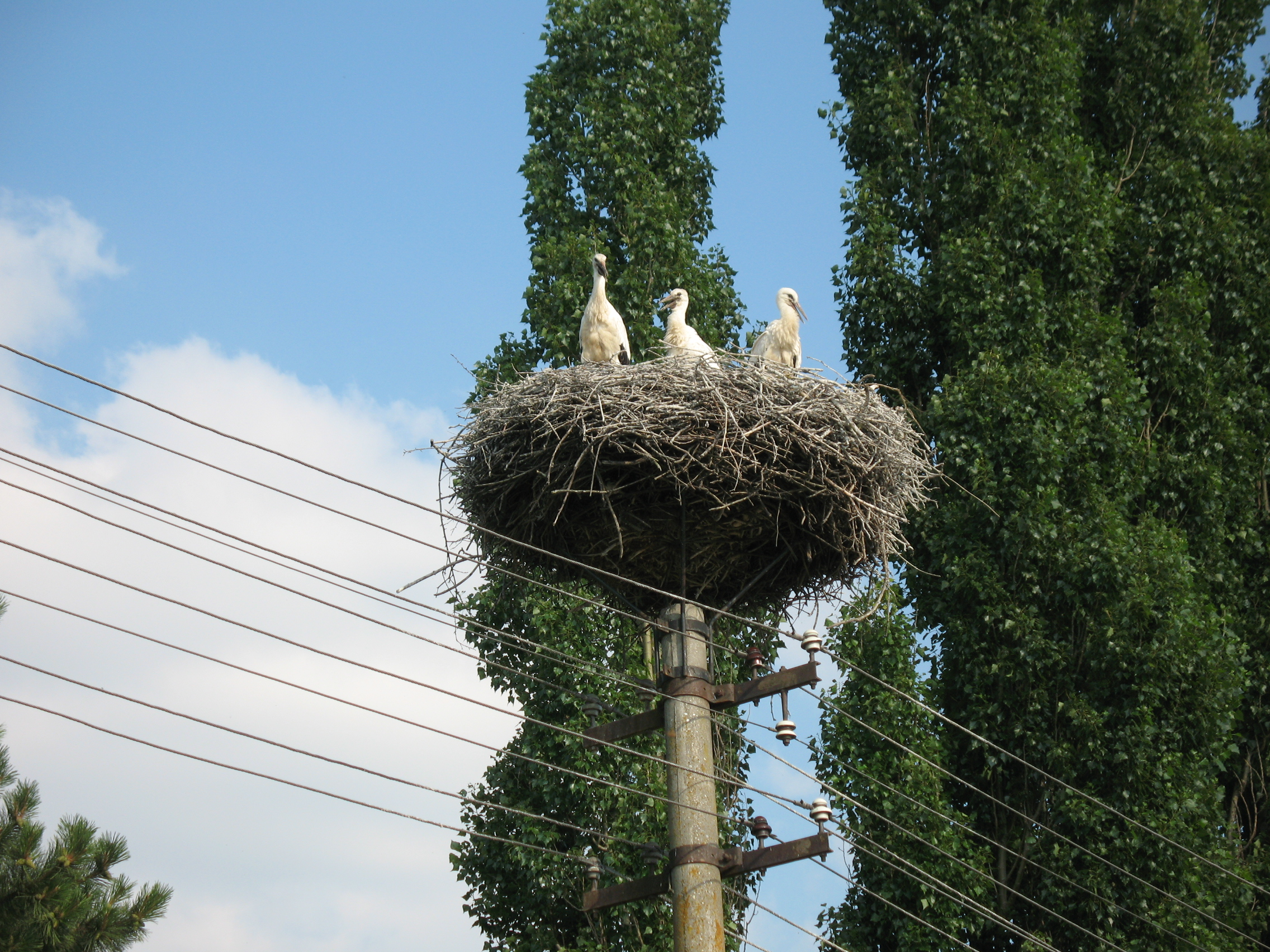
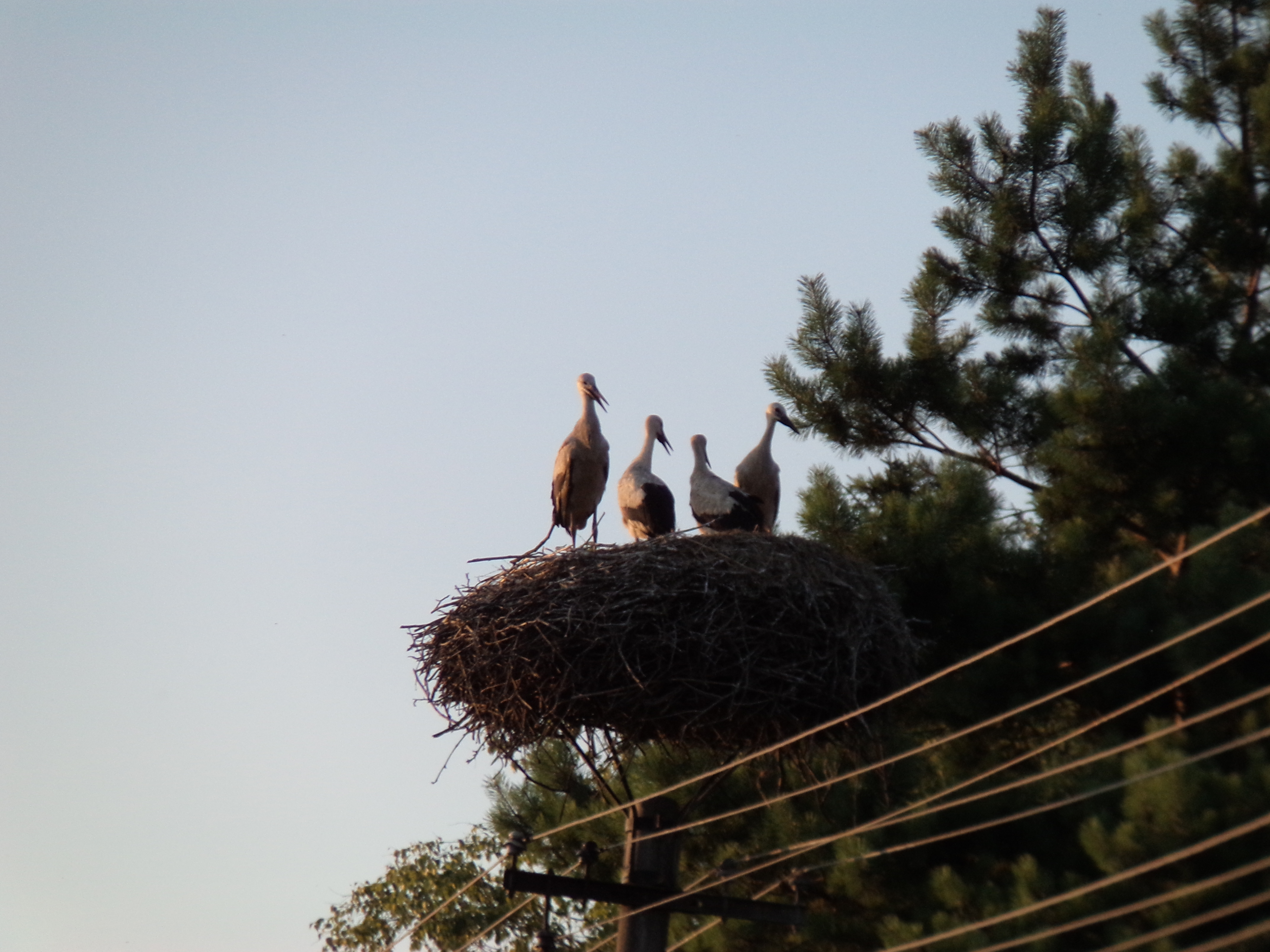
2015
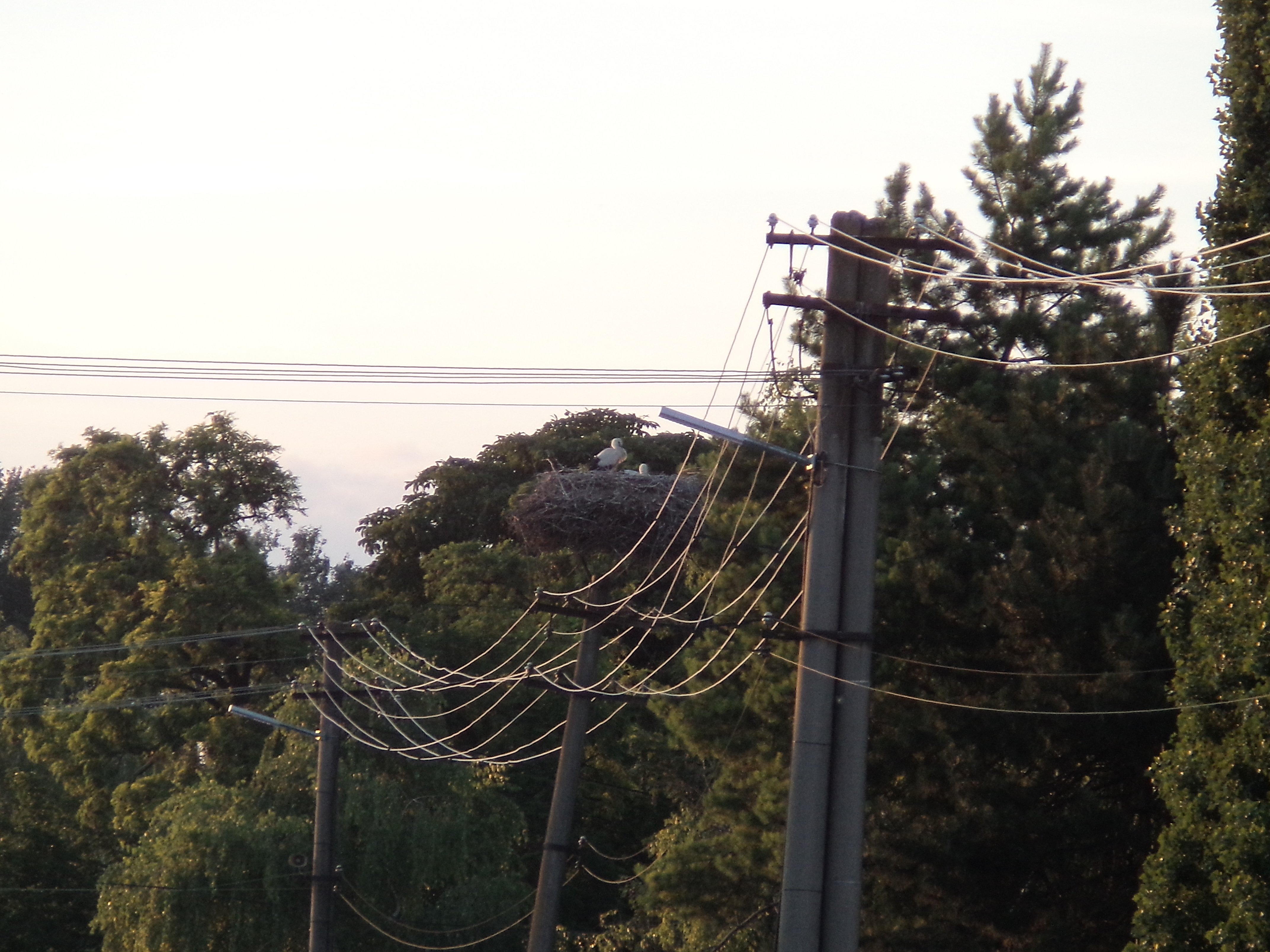
2016

A faluban, az iskola közelében hosszú ideje fészkelnek a gólyák. 2012-ben két, 2013-ban három fióka repült ki a fészekből. 2014-ben nem fészkeltek, 2015-ben 4, 2016-ban 2 fióka repült ki. Ezen kívül egy alátét is található a tó közelében.

### A Csicsói-holtág
A falu határában található a Duna holtága, melynek helyi elnevezése Lioni-tó. A holtág védett természeti terület gazdag állat és növényvilággal, a 72 hektáros terület a legszigorúbb védelem alatt áll. A Lioni-tó körül 1989-ben 6 km-es tanösvényt alakítottak ki. A holtág a Csallóköz legérintetlenebb része, a 3 m közepes mélységű, tündérrózsával és sárga tavirózsával borított tó eredetileg a Duna meandere volt, melyet 1840-ben, a gőzhajózás megindulásakor vágtak el a folyótól. A sűrű ártéri erdő (főként fűz- és nyárfákból áll) számos védett madárfajnak nyújt otthont (gém, parti fecske, vadkacsa). A holtág az ívóhelye az őshonos dunai vadpontynak, de megtalálható itt a szigorúan védett lápi póc is. A parti növényzet nádból, kákából és sásból áll.
A holtágat a természet és az ember „közösen” alakította ki, mikor 1899. szeptember 19-én vagy 20-án a Duna főága 255 méter hosszan átszakította a gátat, a víz pedig 36 000 hektárt öntött el a Csallóközben. Miután leapadt a víz, a szakemberek úgy látták jónak, hogy az itteni töltésszakaszt nem állítják vissza eredeti állapotába, hanem 3,5 km-rel lerövidítve kiegyenesítik, az akkoriban Rákvárnak is nevezett folyószakaszt pedig így levágják.
A holtágat a helyiek Lionnak vagy Szakajtásnak nevezik. A Lion név története:
Kucsera Károly volt az a csicsói gátőr – akinek az 1899-es árvíz idején, amikor a Szakajtás keletkezett, az árvédekezésnél kifejtett buzgó és kötelességtudó működéséért a miniszter elismerését fejezte ki és megfelelő pénzbeli jutalmat utalványozott. Ennek a Kucsera Károlynak a nővére pedig Kucsera Margit volt. Margit férje az olasz származású Lion Viktor volt, aki a 20. század elején a budapesti Pick szalámigyárban (a Hertz gyárral szerződésben állt) tanította a magyar munkásokat szalámikészítésre. Többek között Prágába is elvetődött, itt ismerkedett meg a csicsói Kucsera Margittal, aki egy prágai szalámigyárosnál volt szobaleány. Hamarosan házasságot kötöttek. Nem ismerték jól egymás nyelvét, így tolmács segített a házasságkötésnél. Mikor már nem volt szükség az olasz betanító munkásokra, Csicsóra költöztek. A Szakajtás mellett szőlőtermesztéssel foglalkoztak, itt éltek jó módban egy még ma is álló tornácos, palatetős házban. Gyermekük nem született. Lion Viktor 82 éves korában halt meg 1945-ben. Csicsón vannak eltemetve a katolikus temető bal oldalán (befelé nézve), középtájon. Ezért hívják újabban, kb. az 1980-as évektől a csicsói holtágat, a Szakajtást Lion-tónak is.

## Képtár

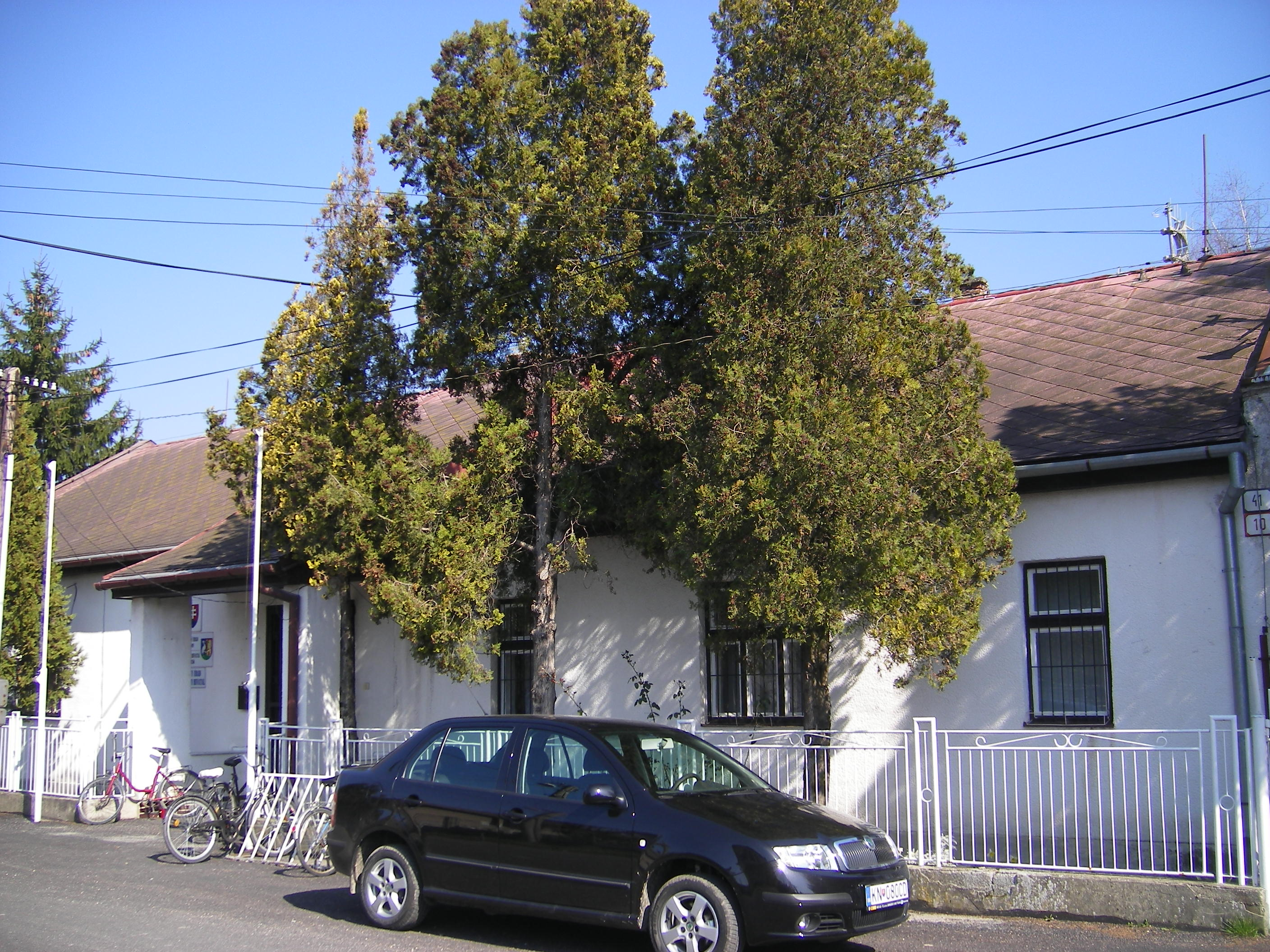
Községháza
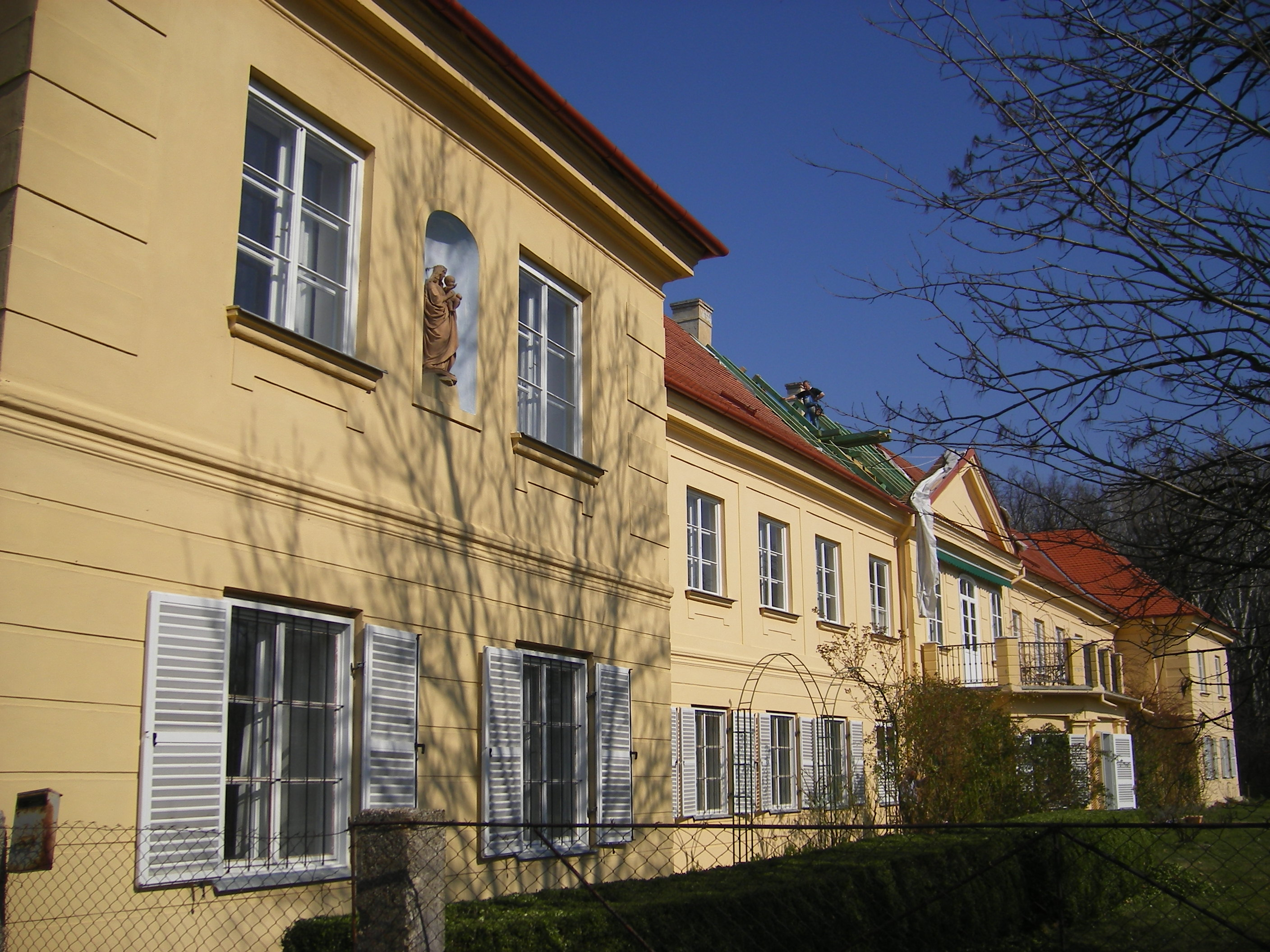
Zichy-kastély
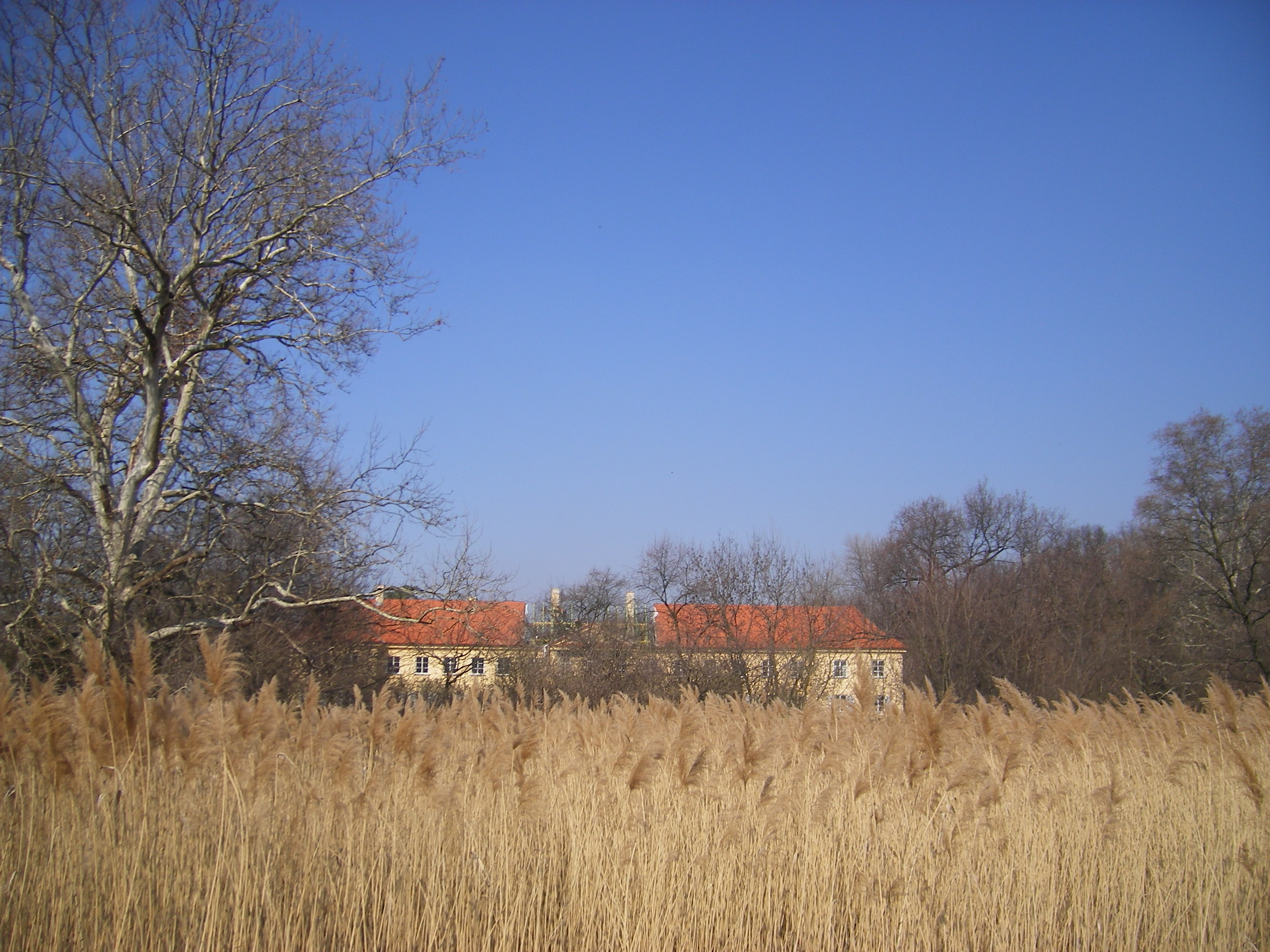
Zichy-kastély
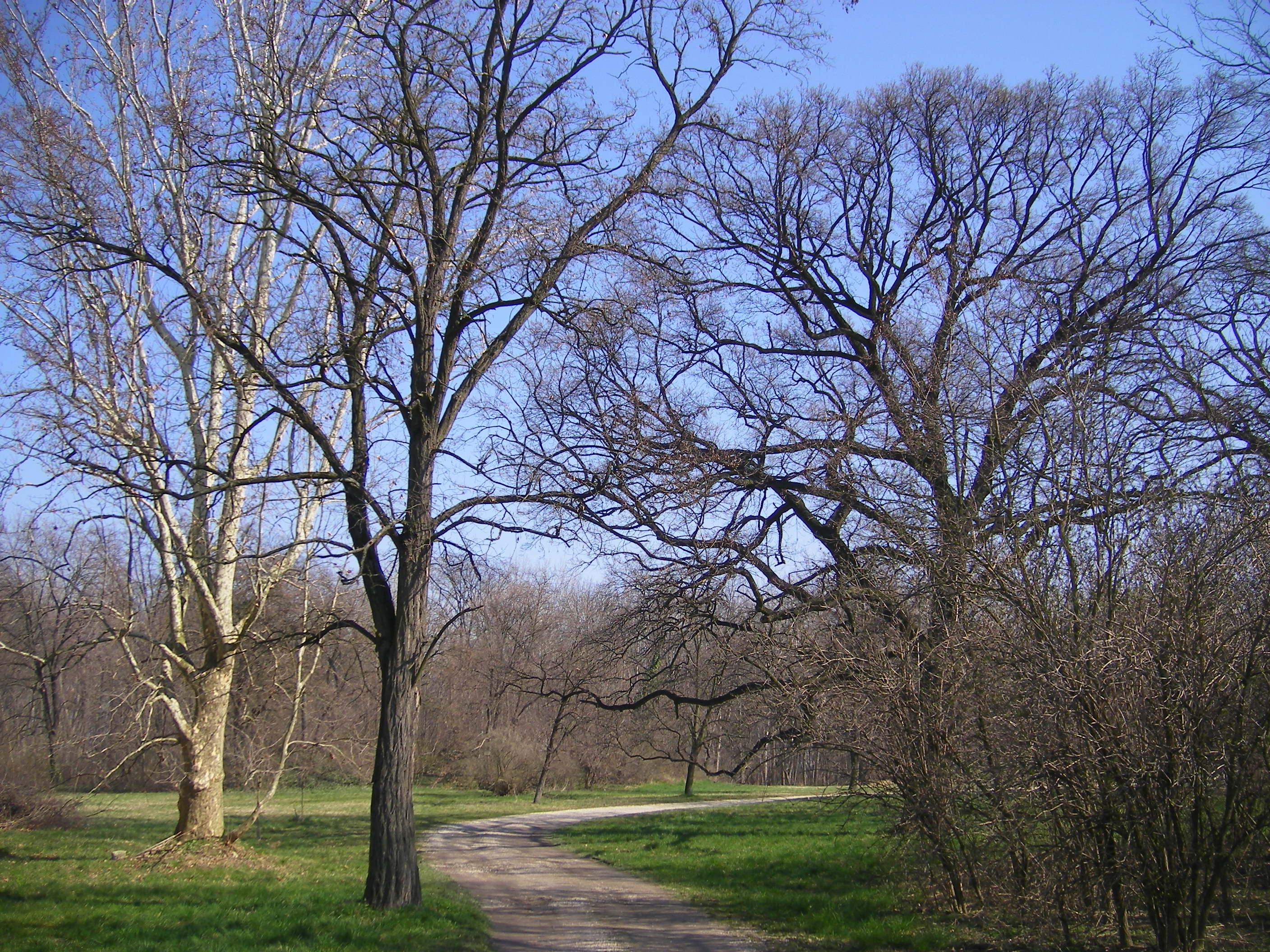
Kastélypark
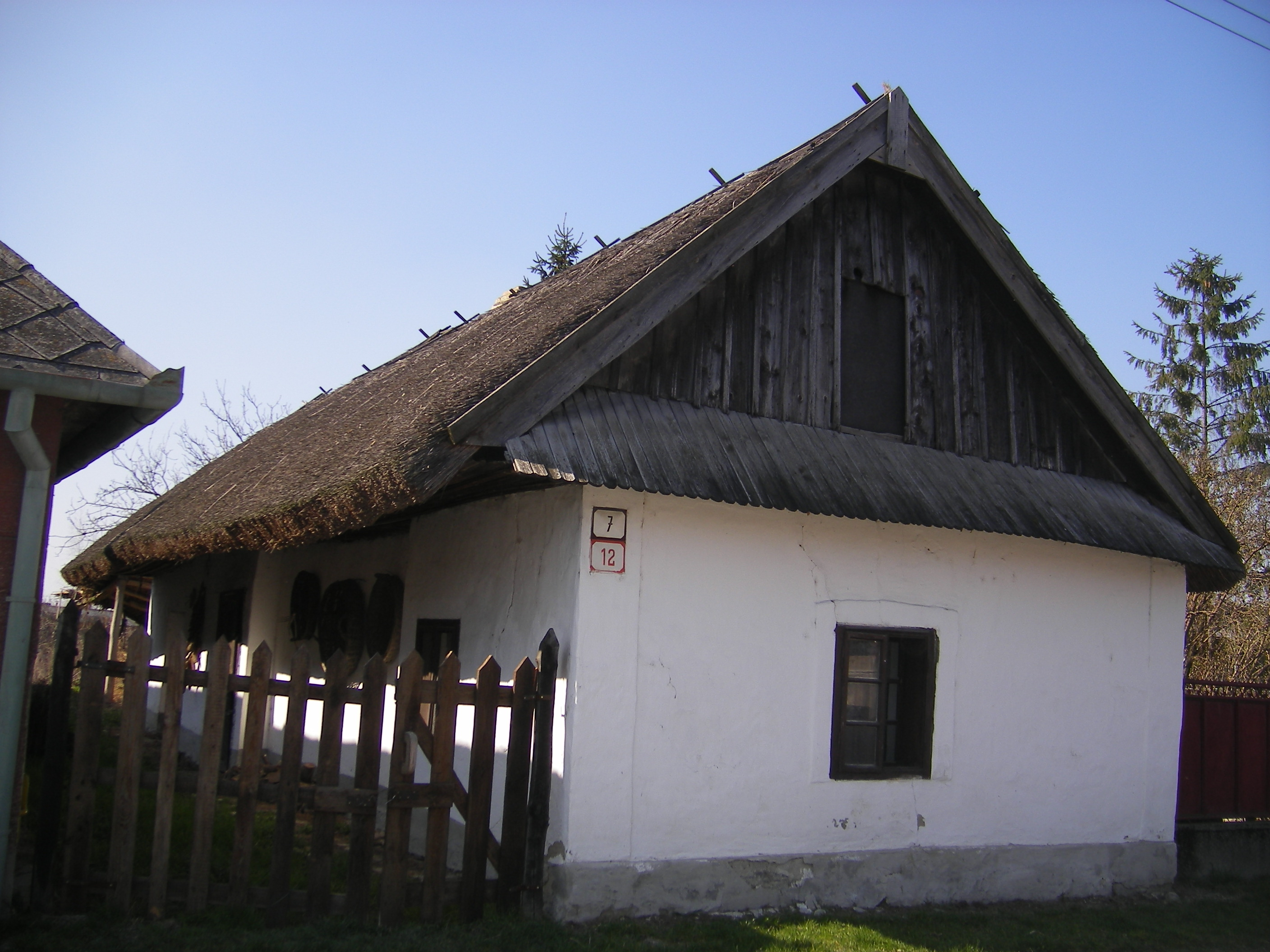
Az árvíz után mutatóba megmaradt régi házak egyike
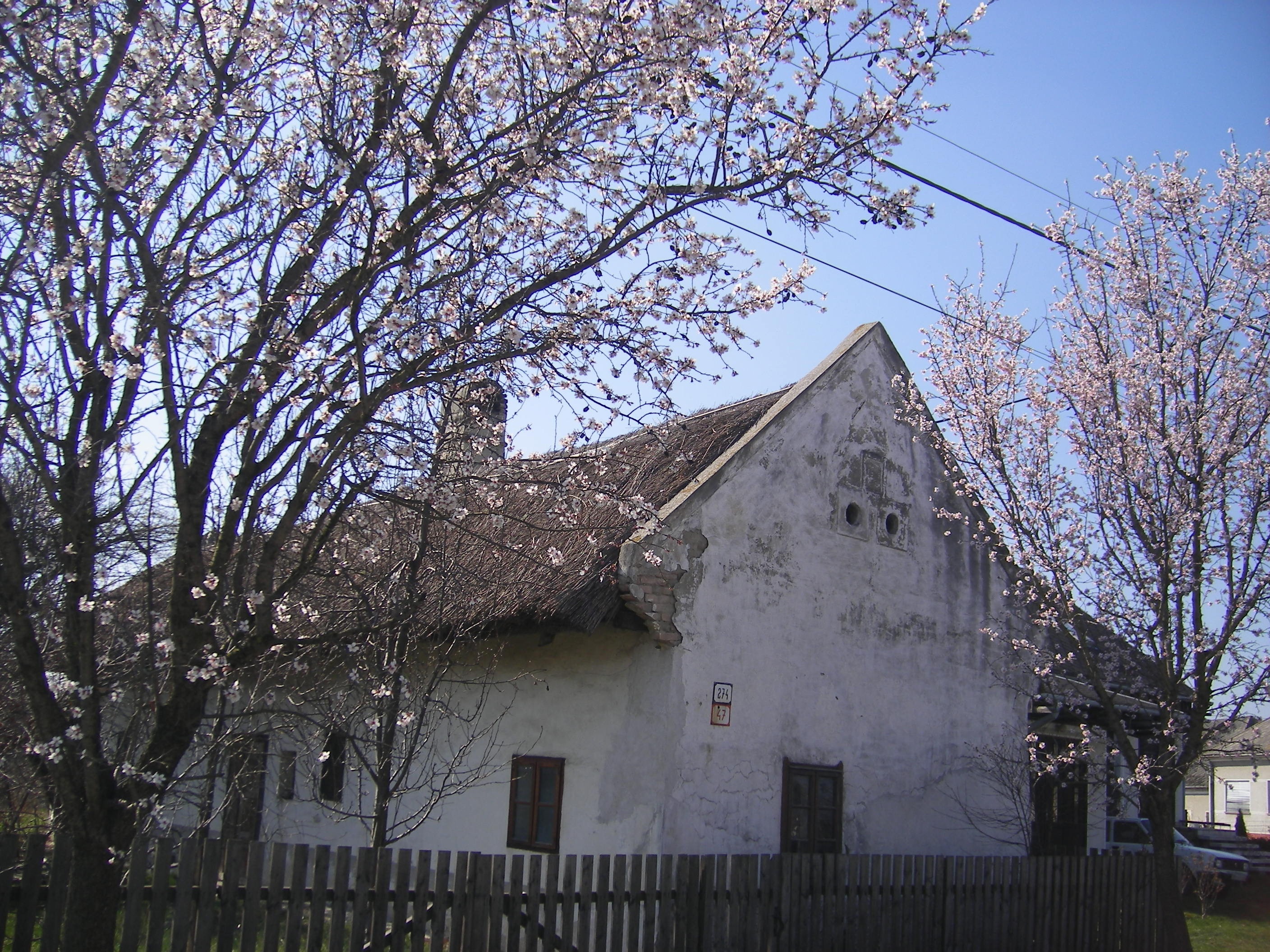
Régi nádtetős ház
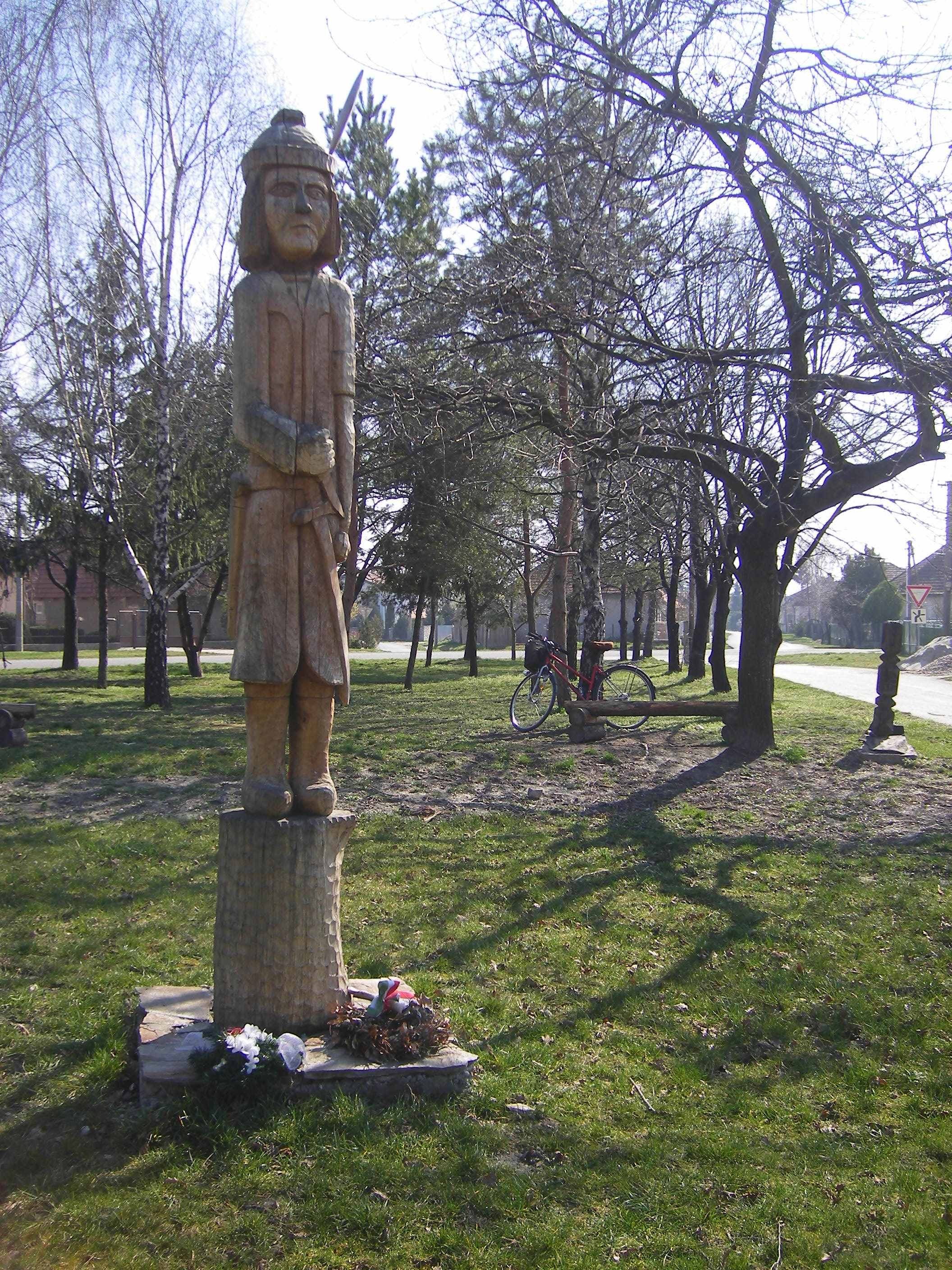
Árpád vezér tölgyfaszobra
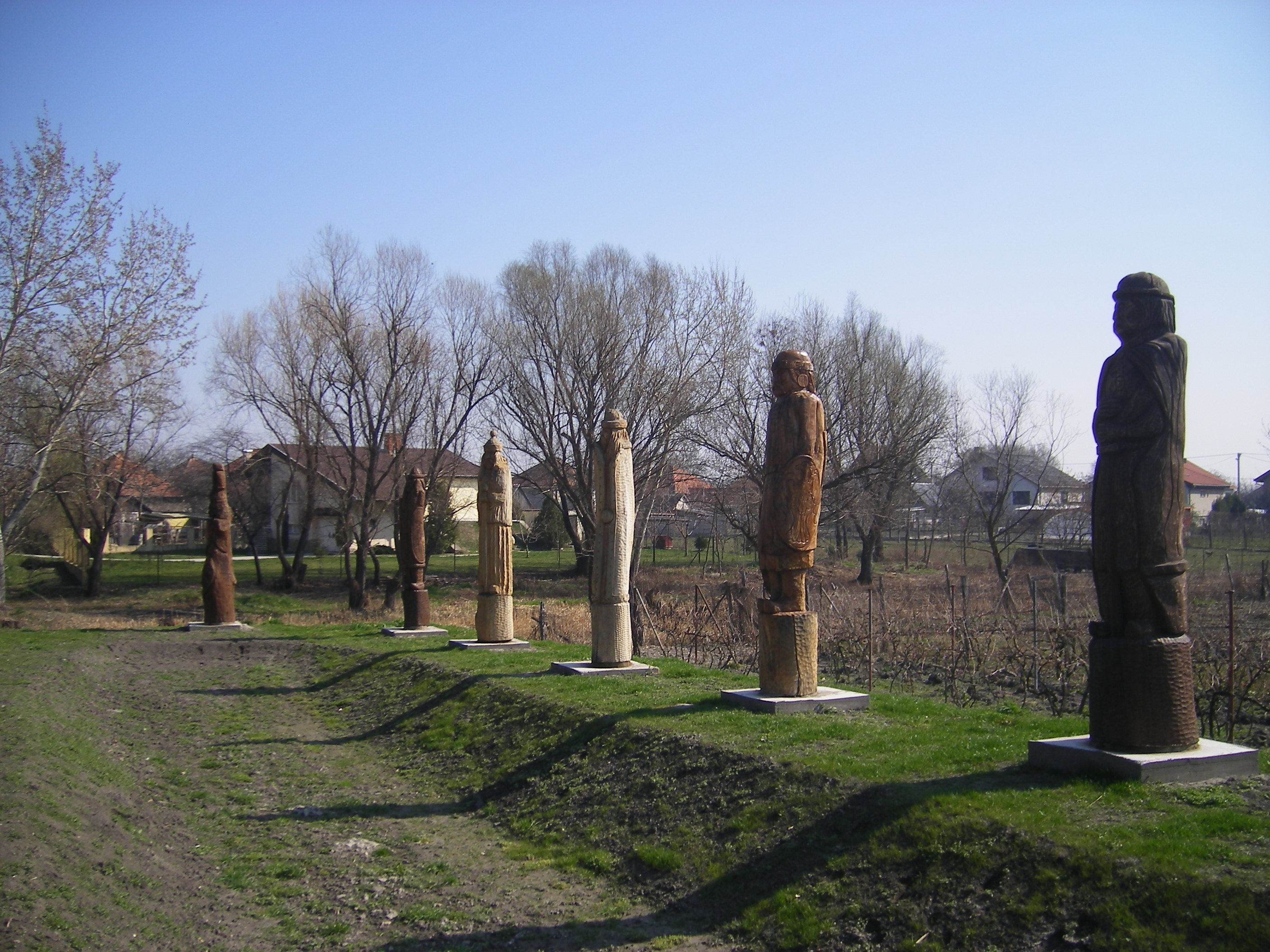
Faszobrok a kastély előtt
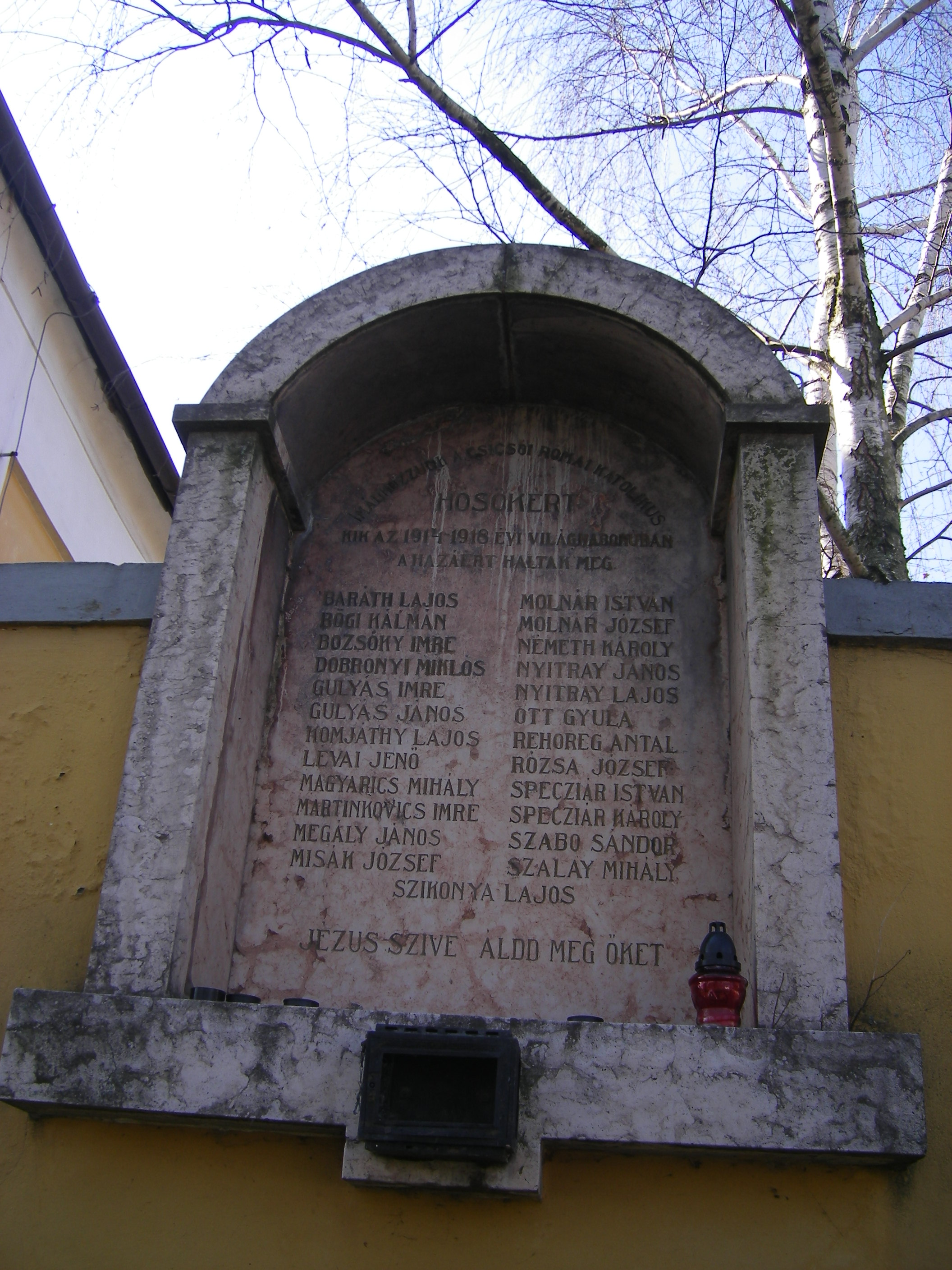
Az első világháború áldozatainak emléktáblája
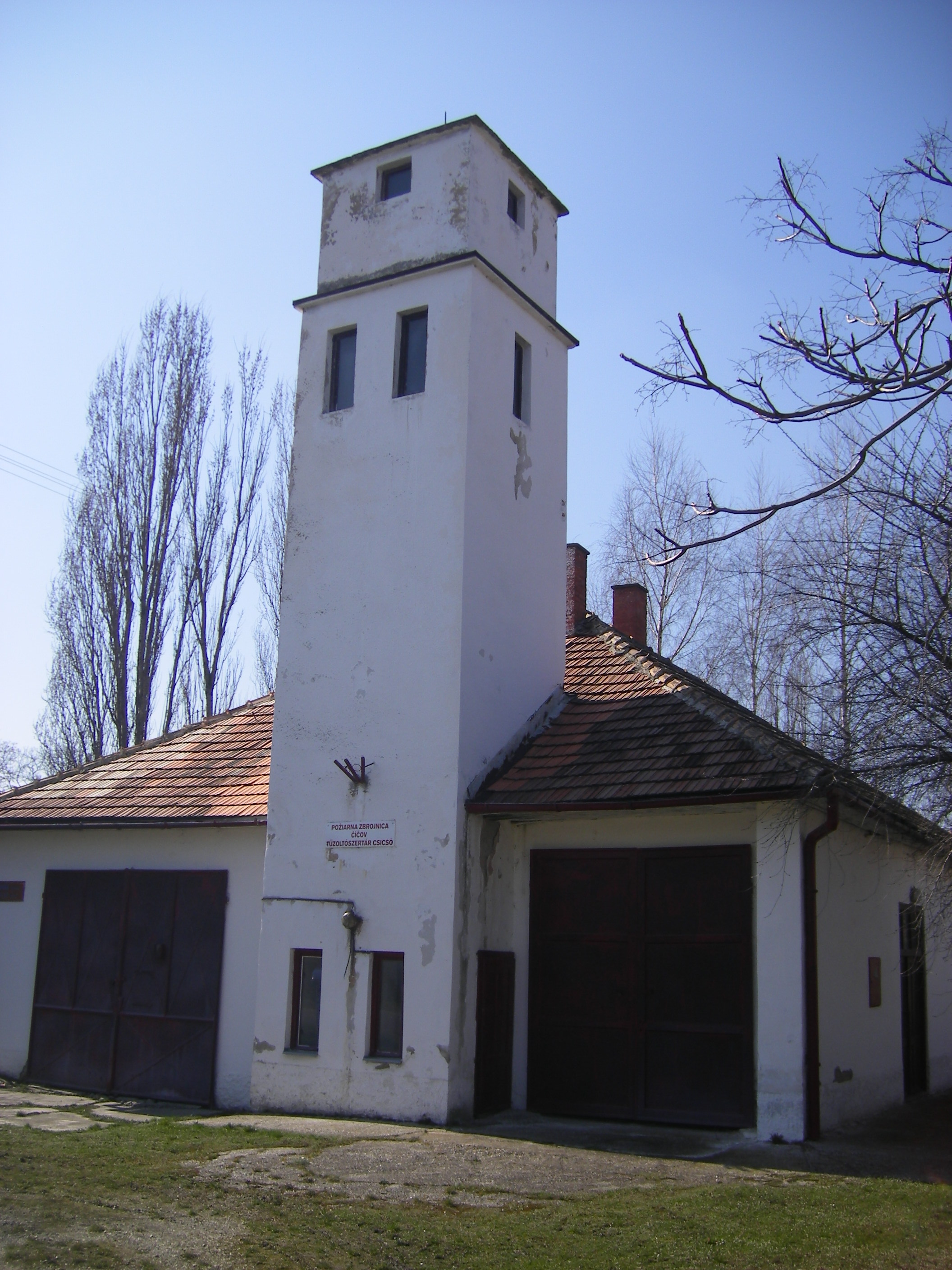
Tűzoltószertár
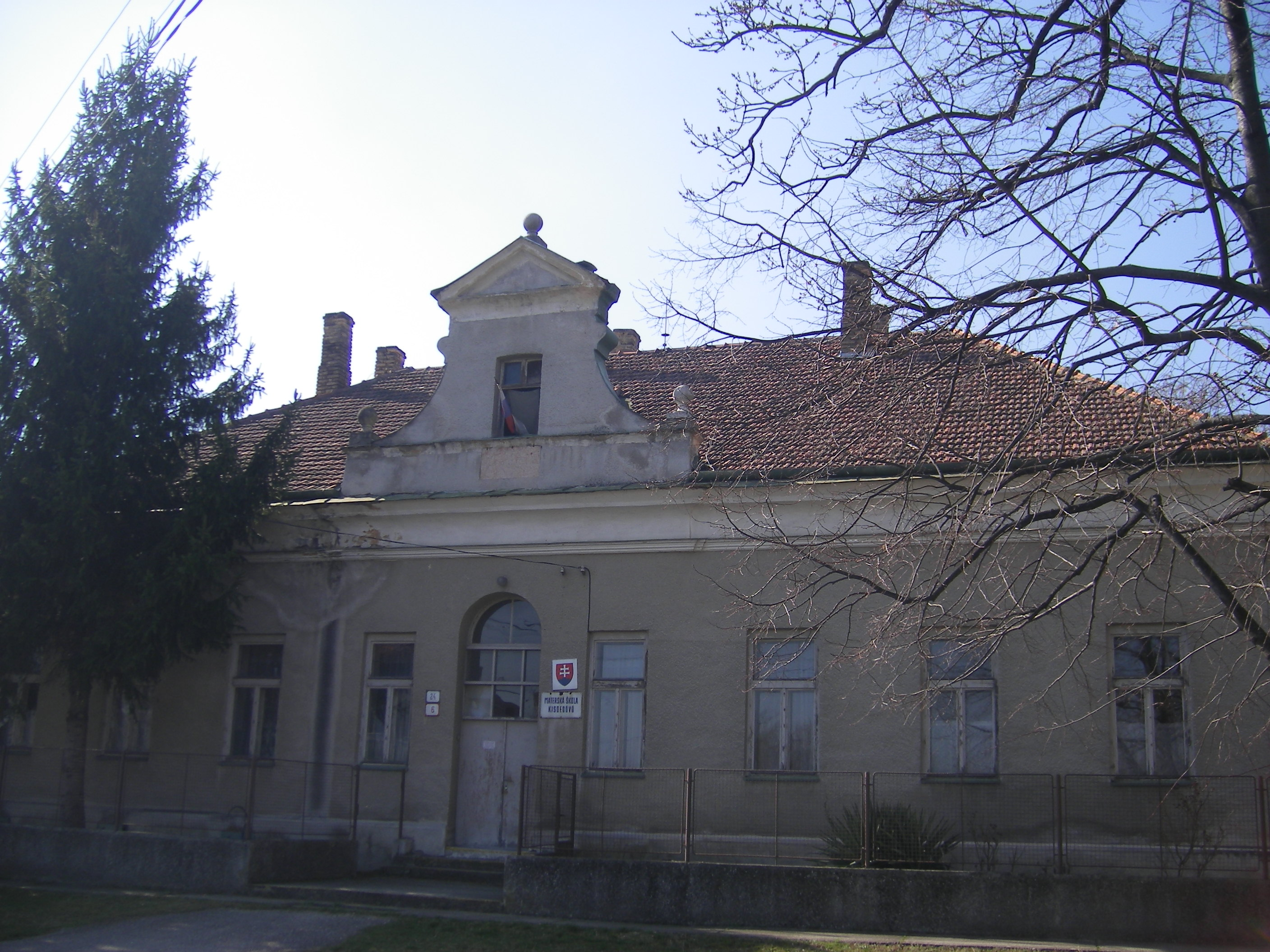
Az egykori apácazárda